# اشثیلدور هلگادتیر
اشثیلدور هلگادتیر (انگلیسی: Ásthildur Helgadóttir؛ زادهٔ ۹ مهٔ ۱۹۷۶) بازیکن فوتبال اهل ایسلند است.
از باشگاه‌هایی که در آن بازی کرده‌است می‌توان به باشگاه فوتبال روزنگرد، باشگاه ورزشی وستمانایا، و باشگاه بریدابلیک اشاره کرد.
وی همچنین در تیم‌های ملی فوتبال زنان ایسلند، و زنان ایسلند، و زنان ایسلند، بازی کرده‌است.